# EDonkey2000
EDonkey2000 was een peer-to-peer programma voor het delen van bestanden. Het was ontwikkeld door MetaMachine en het maakte gebruik van het Multisource File Transfer Protocol. De eDonkey-client werkte op zowel het eDonkey2000-netwerk als het op een distributed hash table gebaseerde Overnet netwerk. Deze client wordt niet meer onderhouden en draait alleen nog als voorkomen wordt dat de site eDonkey benaderd wordt.
De laatste versie van de officiële eDonkey2000-client bevatte een plug-in waarmee ook met behulp van BitTorrent bestanden gedownload konden worden. Wanneer dan een BitTorrent-bestand gedownload werd, zocht de eDonkey-client naar hetzelfde bestand op het eDonkey2000- en Overnet-netwerk. Als het bestand ook daar gevonden werd, kon het bestand gedeeltelijk ook vanaf deze netwerken worden gedownload.
In september 2005 ontving Metamachine een brief van de RIAA. De brief werd gestuurd naar aanleiding van een beslissing van het Hooggerechtshof van de VS. Deze stelde de producenten van software, die gebruikers in staat stelt om illegale kopieën te maken, daarvoor aansprakelijk. In de brief werd Metamachine gesommeerd te stoppen met eDonkey. Op 28 september werd eDonkey officieel stopgezet, inclusief de officiële website. Het eDonkey netwerk bestaat echter nog en is benaderbaar met andere ed2k software, waarvan eMule de belangrijkste is.
In 2002 ontstond uit de ontevredenheid met de oorspronkelijke eDonkey2000-client een open-source-client genaamd eMule.